# (14411) Clérambault
(14411) Clérambault, désignation internationale (14411) Clerambault, est un astéroïde de la ceinture principale.

## Description
(14411) Clerambault est un astéroïde de la ceinture principale. Il fut découvert le 6 septembre 1991 à l'Observatoire de Haute-Provence par Eric Walter Elst. Il présente une orbite caractérisée par un demi-grand axe de 2,28 UA, une excentricité de 0,14 et une inclinaison de 4,6° par rapport à l'écliptique.
Cet astéroïde est nommé en hommage à l'organiste et compositeur français Louis-Nicolas Clérambault.

## Compléments